# Bleyer (Heinersreuth)
Bleyer ist eine Wüstung auf dem Gemeindegebiet von Heinersreuth im oberfränkischen Landkreis Bayreuth in Bayern.

## Geografie
An der Stelle der ehemaligen Einöde befindet sich heute Haus Nr. 10 der Bleyerstraße. Auf einer topographischen Karte von 1968 war die Einöde noch verzeichnet. Sie befand sich bei der gleichnamigen Anhöhe.

## Geschichte
Gegen Ende des 18. Jahrhunderts zählte Bleyer zur Realgemeinde Heinersreuth. Gegen Ende des 18. Jahrhunderts bestand der Ort aus zwei Anwesen. Die Hochgerichtsbarkeit stand dem bayreuthischen Stadtvogteiamt Bayreuth zu. Die bayreuthische Amtsverwaltung Heinersreuth war Grundherr der beiden Tropfhäuser.
Von 1797 bis 1810 unterstand der Ort dem Justiz- und Kammeramt Bayreuth. Mit dem Gemeindeedikt wurde Bleyer dem 1812 gebildeten Steuerdistrikt Altenplos und der im gleichen Jahr gebildeten Ruralgemeinde Heinersreuth zugewiesen.

### Einwohnerentwicklung
| Jahr      | 001822 | 001861 | 001871 | 001885 | 001900 | 001925 | 001950 | 001961 |
| Einwohner | *      | 5      | 20     | 15     | 7      | 7      | *      | *      |
| Häuser    | *      |        |        | 3      | 1      | 1      | *      | *      |
| Quelle    | [ 4 ]  | [ 6 ]  | [ 7 ]  | [ 8 ]  | [ 9 ]  | [ 10 ] | [ 11 ] | [ 12 ] |

## Religion
Bleyer war evangelisch-lutherisch geprägt und ursprünglich nach Heilig Dreifaltigkeit (Bayreuth) gepfarrt. Seit Mitte des 20. Jahrhunderts war die Pfarrei Versöhnungskirche (Heinersreuth) zuständig.